# The French Lieutenant's Woman
The French Lieutenant's Woman (br: A Mulher do Tenente Francês / pt: A Amante do Tenente Francês) é um filme britânico de 1981 dirigido por Karel Reisz, adaptado da peça de Halron Pinter, por sua vez baseada no romance de John Fowles.
O filme é estralado por Meryl Streep e Jeremy Irons, com Hilton McRae, Jean Faulds, Peter Vaughan, Colin Jeavons, Liz Smith, Patience Collier, Richard Griffiths, David Warner, Alun Armstrong, Penelope Wilton e Leo McKern.
A produção recebeu cinco indicações ao Oscar entre elas Melhor Atriz (Meryl Streep) e Melhor Roteiro Adaptado e, em ambos, perdeu para On Golden Pond.

## Sinopse
Meryl Streep interpreta Anna, uma atriz americana que interpreta a personagem britânica Sarah Woodruff em um filme de época. Jeremy Irons interpreta Mike, um ator que interpreta o paleontólogo britânico Charles Smithson, que vive na Era Vitoriana. Os dois atores são casados e a história do seu relacionamento se confundem com as histórias dos persoangens que interpretam.

## Recepção
O filme recebeu, em sua maioria críticas positivas, sendo indicado a cinco Óscar, 11 BAFTA e 3 Globo de Ouro.
Produzido a um custo de US$ 8 milhões, arrecadou apenas nos Estados Unidos US$ 26,8 milhões.

## Elenco
- Meryl Streep como Anna
- Jeremy Irons como Mike
- Hilton McRae como Sam
- Jean Faulds como Cook
- Peter Vaughan como Mr. Freeman
- Colin Jeavons como Vicar
- Liz Smith como Mrs. Fairley
- Patience Collier como Mrs. Poulteney
- Richard Griffiths como Sir Tom
- David Warner como Murphy
- Alun Armstrong como Grimes
- Penelope Wilton como Sonia
- Leo McKern como Dr. Grogan

## Prêmios
| Prêmio        | Categoria                           | Resultado | Ref.  |
| ------------- | ----------------------------------- | --------- | ----- |
| Óscar         | Melhor Atriz (Meryl Streep)         | Indicado  | [ 5 ] |
| Óscar         | Melhor Roteiro Adaptado             | Indicado  | [ 5 ] |
| Óscar         | Melhor Direção de Arte              | Indicado  | [ 5 ] |
| Óscar         | Melhor Figurino                     | Indicado  | [ 5 ] |
| Óscar         | Melhor Edição                       | Indicado  | [ 5 ] |
| BAFTA         | Melhor Atriz (Meryl Streep)         | Venceu    | [ 5 ] |
| BAFTA         | Melhor Música                       | Venceu    | [ 5 ] |
| BAFTA         | Melhor Som                          | Venceu    | [ 5 ] |
| BAFTA         | Melhor Filme                        | Indicado  | [ 5 ] |
| BAFTA         | Melhor Ator (Jeremy Irons)          | Indicado  | [ 5 ] |
| BAFTA         | Melhor Cinematografia               | Indicado  | [ 5 ] |
| BAFTA         | Melhor Figurino                     | Indicado  | [ 5 ] |
| BAFTA         | Melhor Direção (Karel Reisz)        | Indicado  | [ 5 ] |
| BAFTA         | Melhor Edição                       | Indicado  | [ 5 ] |
| BAFTA         | Melhor Direção de Arte              | Indicado  | [ 5 ] |
| BAFTA         | Melhor Roteiro                      | Indicado  | [ 5 ] |
| Globo de Ouro | Melhor Atriz - Drama (Meryl Streep) | Venceu    | [ 5 ] |
| Globo de Ouro | Melhor Filme - Drama                | Indicado  | [ 5 ] |
| Globo de Ouro | Melhor Roteiro                      | Indicado  | [ 5 ] |